# Massacre de Tillia
Le massacre de Tillia a lieu le 21 mars 2021 pendant la guerre du Sahel, au Niger.

## Contexte
Responsable en 2019 de nombreuses attaques meurtrières dans la région des trois frontières, l'État islamique dans le Grand Sahara (EIGS) subit en 2020 de lourdes pertes contre les forces françaises de Barkhane, mais aussi contre le Groupe de soutien à l'islam et aux musulmans, et semble affaibli. Cependant au début de l'année 2021, l'organisation lance de nouvelles attaques d'envergure à la frontière entre le Mali et le Niger. Le 4 mars 2021, une dizaine de miliciens touaregs du MSA sont tués dans le sud-est du Mali. Le 15 mars, 33 soldats maliens perdent la vie lors d'une attaque contre le camp militaire de Tessit. Le même jour, 66 civils sont massacrés au Niger dans les environs de Darey-Daye, près de Bani-Bangou (en).

## Déroulement
Le 21 mars, six jours après le massacre de Darey-Daye, des dizaines d'hommes armés attaquent les villages d'Intazayene, Bakorat et Oursanat, ainsi que des campements vers Akofakof, dans la commune de Tillia, située dans la région de Tahoua,,. Selon les déclarations à l'AFP d'un élu local, les assaillants se déplacent en motos et tirent sur « sur tout ce qui bouge » et incendient « des tentes abritant des femmes et des enfants »,.
Les victimes du massacre sont des Touaregs et l'attaque aurait été commise par l'État islamique dans le Grand Sahara.
Pour le journaliste de France 24 Wassim Nasr, bien que non revendiquée, l'attaque est certainement le fait de l'EIGS : « L'État islamique a voulu prélever le zakat, son impôt, sur les Touaregs et leurs troupeaux, et ceux-ci s’y sont opposés. Elle accuse par ailleurs les villageois d’avoir collaboré avec un autre groupe rival, le Groupe de soutien à l'islam et aux musulmans (GSIM), filiale d'al-Qaïda. L’organisation djihadiste a donc répliqué par ces massacres. [...] Il y a tout le temps des assassinats de civils dans la zone. Ceux-ci sont abandonnés à leur sort par des États absents et des communautés, à l'origine pas du tout concernées par le djihad, se trouvent obligées, pour survivre, de choisir leur camp entre les deux organisations djihadistes qui tentent de prendre l’ascendant dans la région ».

## Bilan humain
Le soir du 22 mars, le gouvernement nigérien annonce un bilan de 137 morts,. Le porte-parole du gouvernement, Zakaria Abdourahamane, déclare : « En prenant dorénavant systématiquement les populations civiles pour cibles, ces bandits armés franchissent une étape de plus dans l'horreur et la barbarie ». Un deuil national de trois jours est décrété,.
En juin 2022, l'AFP évoque un bilan de 141 morts.

## Vidéographie
- [vidéo] Niger : 137 civils assassinés, est-ce un retour en force de l’OEI ?, France 24, 23 mars 2021.